# Râul Marcșa
Râul Marcșa este un curs de apă, un afluent de stânga al Râului Talna din județul Satu Mare, România. 

## Hărți
- Harta județului Satu Mare